# Ninjutsu
Ninjutsu [nin.dʑɯ.tsɯ] (jap. 忍術) wird heute als Oberbegriff für Kampfkünste in den sogenannten Ninjutsu-Organisationen Bujinkan, Genbukan und Jinenkan verwendet. Historisch betrachtet handelt es sich um einen Begriff für die Kunst der Spionage der japanischen Shinobi. Diese Kunst beinhaltete Methoden der Informationsbeschaffung und Aufklärung über feindliche Truppen. Eine klare Definition für den Begriff gibt es nicht, weswegen es immer wieder zu Kontroversen kommt.

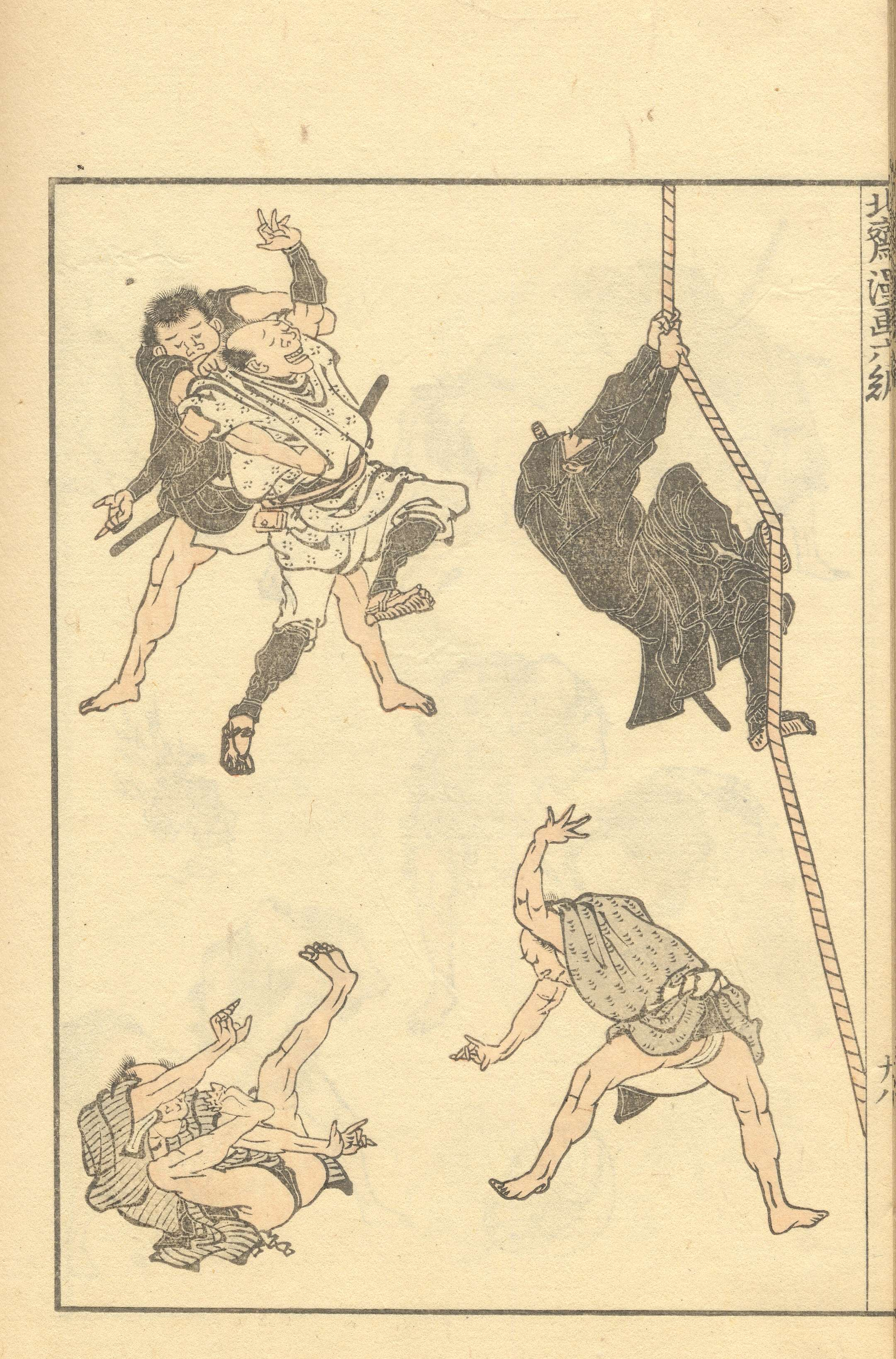
Ninjutsu, Blatt aus den Hokusai Mangas, 19. Jh.

## Begriff
Ninjutsu ist japanisch und bedeutet wörtlich übersetzt „die Kunst des Erduldens“ und wird auch „Die Kunst des ausdauernden Herzens“ genannt, weil Geduld, Ausdauer und Selbstdisziplin zu den entscheidenden Tugenden der Ninja gehörten. Weiterhin handelt es sich um ein Ideogramm, dessen Bedeutung als „ein Herz, scharf wie ein Schwert“ interpretierbar ist. Der Begriff bezeichnet die Spionagetechniken der japanischen Ninja, die historisch belegbar zwischen dem 12. und 15. Jahrhundert entstanden sind und in verschiedenen Schulen/Stilrichtungen, den so genannten Ryū, erhalten blieben. Es sind drei historisch relevante Geheimtexte aus dem 16. und 17. Jahrhundert bis heute erhalten geblieben: das Shōninki, das Bansenshūkai und das Ninpiden, welche die Überlieferung solcher Schulen aufzeigen.

## Die Geschichte der Ninja
Über den Beginn der Kampfkunst, die heute mehrheitlich als Ninjutsu bezeichnet wird, gibt es viele Theorien. Es ist schwierig, einen genauen Ort, Personen oder eine Zeit für den Anfang des Ninjutsu zu finden. Dennoch sind Namen von Personen bekannt, die Ninjutsu mit Sicherheit betrieben und weiterentwickelt haben wie z. B. Minamoto no Yoshitsune, die Familien Hattori Hanzō, Momochi und andere. In der Kampfsportszene wird davon ausgegangen, dass Ninjutsu mindestens 800 Jahre alt ist. Teilweise gehen Zeitangaben aber auch bis in das 6. Jahrhundert zurück, dennoch gibt es dafür keine eindeutigen schriftlichen Zeugnisse und die ersten Schulen entstanden nicht vor dem 13. bis 15. Jahrhundert.
Die Ninja bezeichneten sich nicht selbst als solche, sondern betrachteten sich vielmehr als Praktiker religiöser, politischer und militärischer Strategien, welche sich auch außerhalb der beschränkten Sichtweisen der ritualisierten Samuraikultur bewegten. Deshalb wird oft behauptet, dass sie so ein kulturelles Gegenteil der konventionellen Mentalität der damaligen Zeiten darstellten. Der Ursprung der Kampfkunst liegt jedoch im Dunkeln, was auch teilweise an bewusster Verfälschung und Mystifizierung der Ninja durch die verschiedensten Kreise liegt. So haben postmoderne Hollywoodmythen eine Karikatur des Schattenkriegers gezeichnet, der so sicher nie existiert hat. Hier wird das Feindbild des Terroristen oder des vermummten Bösewichts auf eine geeignet scheinende Figur projiziert. Aber auch in Japan wurde den „Ninjas“ (wie oben erwähnt oft eine Fremdbezeichnung) vieles nachgesagt, was zu einer Mystifizierung von außen beitrug. Aber auch den Schulenbetreibern selbst lag natürlich etwas daran, ihre Kunst geheimnisvoll erscheinen zu lassen.

## Ninjutsu – Die Kampfkunst der Ninja
Kennzeichnend für die andauernde Entwicklung des Ninjutsu ist die bis heute stattfindende Adaption von Wissen in ein aktives System aus jeweils zugänglichen Informationsquellen: Der Ninja, der seine Dienste anbot, benötigte nicht nur Kampftechniken der verschiedenen nachfolgend genannten Schulen. Er benötigte ebenso umfassendes Wissen über Heilkünste, zudem spezielle lautlose und unauffällige Bewegungstechniken, Techniken der Tarnung und des Verbergens. Die charakteristische schwarze Kleidung, die aus dem traditionellen japanischen Kabuki-Theater stammt und von den Bühnenleuten getragen wurde (damit diese nicht vom Publikum gesehen werden konnten) ist ein ebensolches Beispiel der Übernahme von Wissen. Die Entwicklung von Spionagetechniken nahm ihren Ursprung in Japan mit der fortschreitenden Entwicklung des Ninjutsu, da sich solche Dienste als profitabel erwiesen.
Eine abschließende und umfassende Beschreibung des Ninjutsu ist schwierig, da es ein sehr komplexes System von Astrologie (hier zur Sterndeutung genutzt), Psychologie, Kriegskunst, Wissen um Architektur, Körpermagie und Selbstverteidigungs- und Kampftechniken sowohl mit als auch ohne Waffen beinhaltet, und da das heutige Ninjutsu von Massaki Hatsumi als eine Kampfkunst gegründet worden ist, die sich angeblich aus drei verschiedenen Ninja- und sechs verschiedenen Samuraischulen zusammensetzt. Die 18 Ebenen des Trainings sind dort:
- Seishin Teki Kyoyo: spirituelle Verfeinerung
- Tai Jutsu: waffenloser Nahkampf
- Ken-Jutsu: Schwertkampf
- Bōjutsu: Stock- und Stabkampf (mit Bō und Hanbō)
- Shuriken Jutsu: Wurfklingen
- Yari Jutsu: Speerkampf
- Naginata Jutsu: Hellebardenkampf (Der Begriff „Hellebarde“ ist eher unzutreffend, da die Naginata wie ein Schwert mit einem langen Griff verwendet wurde)
- Kusari Gama: Umgang mit der Ketten- und Sichelwaffe
- Kayaku Jutsu: Verwendung von Feuer und Explosivstoffen
- Henso Jutsu: Verkleidung, Darstellung
- Shinobi-iri: Methoden zum Tarnen und Eindringen
- Ba Jutsu: Reiten
- Sui-ren: Wassertraining
- Bo-ryaku: Strategie
- Cho Ho: Spionage
- Inton Jutsu: Flucht und Verstecken
- Ten-mon: Meteorologie
- Chi-mon: Geografie
- Tio Nashidua Jutsu: Kunst, mit verschiedenen einzelnen leichten Schlägen zu töten

Die Grundlage aller Techniken bildet dabei das Tai Jutsu, der unbewaffnete Nahkampf. Es basiert auf natürlichen Körperbewegungen und Instinkten, wodurch auch körperlich stärkere Gegner besiegt werden können. Zum Tai Jutsu gehören:
- Ukemi (Falltechniken)
- Kaiten (Rollen)
- Aron (Sprünge)
- Taihenjutsu (Kamae, Gleichgewicht, Dehnung, Ausdauer, Kraft, Eigenbehandlung, Meditation)
- Dakentaijutsu (Schlag- und Tritttechniken)
  - Koppojutsu (Schläge und Stöße auf Knochen und harte Körperteile)
  - Kosshijutsu (Finger- und Zehenstiche auf Muskeln und Weichteile)
- Jutaijutsu (Hebel, Würfe, Festlegetechniken)

## Wichtige Waffensysteme im Ninjutsu
Der Umgang mit Waffen basiert grundsätzlich auf Hatsumis Lehre, dem Tai Jutsu. Zu den wichtigsten Waffensystemen, die in seinem selbsterdachten Ninjutsu, das als reine Kampfkunst verstanden wird, gelehrt werden, gehören:
- Hanbōjutsu (Techniken mit dem kurzen Stock, ca. 91 cm lang)
- Kenjutsu (Schwerttechniken)
- Bōjutsu (Techniken mit dem Langstock, ca. 1,82 m lang)
- Kusari-Fundo-Jutsu (Techniken mit kurzem Seil/Kette)
- Juttejutsu (Techniken mit dem Schwertfänger)
- Tantōjutsu (Messertechniken)
- Kyoketsu-Shoge-Jutsu (Umgang mit dem Kyoketsu-Shoge)
- Yarijutsu (Techniken mit dem Speer)

Darüber hinaus werden auch weitere Waffen verwendet, wie z. B. die Naginata, Wurfklingen (Shuriken), Bogen, Sichel-Ketten-Waffen (Kusarigama) und viele andere.

## Fiktion und Wirklichkeit
In den Medien etablierte sich ein verfälschtes, künstliches und idealisiertes Bild von den „Kriegern der Nacht“, ihren Waffen und ihrer Ausrüstung. Dasselbe gilt für moderne „Kampfschulen“, die mit den Medien Hand in Hand gehen und Ninjabilder malen, die von der Realität häufig weit entfernt sind. Die bekanntesten:
- Es ist sehr umstritten, ob das gerade Ninjaschwert Ninjatō je existiert hat. Auf keiner der vielen japanischen Zeichnungen, die Ninja beinhalten (12. bis 18. Jahrhundert), ist solch eine gerade Klinge zu erkennen. Techniken des Iaijutsu sind zudem mit einem geraden Schwert nicht ausführbar. Durch das Kürzen eines Katanas kann auch ein Schwert mit geringerer Krümmung entstehen, so dass der Eindruck eines gerade Schwerts entsteht. Durch die gerade, relativ kurze Klinge und die stärkere, quadratische Tsuba hat das Ninjato in jedem Fall andere Eigenschaften als traditionelle Schwerter, wie Katana, Wakizashi oder Tachi.
- Ein Schwert wie auch ein Ninjato ließe sich nie als Kletterhilfe oder gar als Brechstange verwenden. Die japanische Klinge ist sehr zerbrechlich, zudem bedarf es zum Einschieben der Schwertklinge in einen Baum oder eine Burgmauer einer enormen Kraft. Als Kletterhilfe kann ein Schwert auch nur dadurch verwendet werden, dass man es an die Wand lehnt und dann auf die Tsuba steigt. Weiterhin würde Ninjato jeden Träger sofort als Ninja kennzeichnen – was deren Geheimnisprinzip wohl widersprechen dürfte.
- Es gibt keinerlei historische Belege dafür, dass das berühmte schwarze Ninjakostüm tatsächlich von den Shinobi getragen wurde. Zeitgenössischen Quellen zufolge verkleideten die Shinobi sich auf ihren Missionen in der Regel als gewöhnliche Zivilisten, z. B. als Wandermönche oder reisende Händler. Es ist allerdings anzunehmen, dass zumindest auf nächtlichen Schleichmissionen dunkle Kleidung getragen wurde. Daneben kann festgehalten werden, dass die traditionelle japanische Kleidung der Edo-Zeit, den modernen, fiktiven Darstellung nahe kommt. Am weitesten verbreitet war eine dunkelblaue Färbung der Kleidung.